# カザフスタン共和国安全保障会議
カザフスタン共和国安全保障会議（カザフスタンきょうわこくあんぜんほしょうかいぎ、カザフ語: Қазақстан Республикасының Қауіпсіздік Кеңесі Qazaqstan Respublikasynyñ Qauıpsızdık Keñesı、ロシア語: Совет Безопасности Республики Казахстана）は、国家安全保障分野において組織・調整活動を行うカザフスタン共和国大統領附属の合議制機関である。
安全保障会議は、主要閣僚と関係機関トップで構成される。会議は、3ヶ月に1回以上行われることになっている。安全保障会議の決定は、出席した常任議員及び議員総数の単純多数決により採択され、大統領令又は政府決定により正文化される。現職の議長はカシムジョマルト・トカエフ、書記はアセト・イセケシェフ。

## 歴史
1991年8月21日、カザフ・ソビエト社会主義共和国安全保障会議が設置された。初代議長には同国初代大統領のヌルスルタン・ナザルバエフが就任した。1993年6月17日、カザフスタン共和国安全保障会議に改称。1994年6月、安全保障会議書記職が設置された。
2019年3月19日、ナザルバエフは大統領の辞任を表明するも安全保障会議「終身議長」の地位を保持した。2022年1月5日、反政府デモの収束を図るためナザルバエフは議長職を更迭され、第2代大統領のカシムジョマルト・トカエフが議長に就任した。1月27日には議会上院が終身議長職などを廃止する議案を可決した。

## 議員
議長
- カシムジョマルト・トカエフ（大統領を兼任）

常任議員
- 安全保障会議書記
- 首相
- 大統領府長官
- 国家保安委員会議長
- 外相
- 国防相

議員
- 内相
- 上院議長
- 下院議長
- 財務相
- 対外諜報庁長官
- 国防第一次官

## 歴代議長
- ヌルスルタン・ナザルバエフ（1991年8月21日 - 2022年1月5日）：2019年3月19日まで同国初代大統領を兼任した。また「終身議長」であった。
- カシムジョマルト・トカエフ（2022年1月5日 - 現職）：第2代大統領を兼任

## 歴代書記
- ブラート・バエケノフ（1994年6月 - 1994年10月）
- T.ジュケーエフ（1994年10月 - 1995年10月）
- バルタシュ・トゥルスムバエフ（1995年10月 - 1996年10月）
- ベクスルタン・サルセコフ（1996年10月 - 1999年2月）
- マラート・タジン（1999年2月 - 2001年5月）
- アルティンベク・サルセンバエフ（2001年5月 - 2001年12月）
- マラート・タジン（2001年12月 - 2002年7月）
- オマルハン・オクシクバエフ（2002年7月 - 2003年6月）
- ボラート・ウテムラトフ（2003年6月 - 2006年3月）
- マラート・タジン（2006年4月 - 2007年1月）
- ベリク・イマシェフ（2007年1月 - 2008年8月）
- マラート・タジン（2009年9月 -　2013年1月）
- カイラト・コジャムジャロフ（2013年1月 - 2014年8月）
- ムルラン・エルメクバエフ（2014年11月 - 2016年9月）
- ウラジミール・ジュマカノフ（ロシア語版）（2016年9月 - 2018年4月）
- ヌルラン・イェメバエフ（英語版）（2018年4月 - 2018年8月）
- バイザノフ・ザバエヴィチ（2018年9月 - 2019年2月）
- カルムハンベト・カシモフ（英語版）（2019年2月 - 2020年1月）
- アセト・イセケシェフ（英語版）（2020年1月 - 現職）